# Línea Atocha-San Fernando de Henares
La línea Atocha-San Fernando de Henares es una línea férrea de 18,2 kilómetros de longitud que pertenece a la red ferroviaria española. Se trata de una línea de ancho ibérico (1668 mm), electrificada y de vía doble en la mayor parte de su trazado. El trazado es utilizado principalmente por los servicios de Cercanías Madrid, en concreto por trenes de las líneas C-2, C-7 y C-8.
Siguiendo la catalogación de Adif, es la línea «930».

## Historia
Originalmente este ferrocarril constituía una sección de la línea Madrid-Zaragoza, que fue construida por la compañía MZA inaugurada en su totalidad en 1864. No obstante, la sección Madrid-Guadalajara ya había sido inaugurada en junio de 1859, partiendo de la madrileña estación de Atocha. Las infraestructuras pasaron a manos de la compañía RENFE en 1941, tras la nacionalización de la red de ancho ibérico. En 1965 entró en servicio una variante ferroviaria que iba desde la estación de Coslada-San Fernando hasta la estación de Chamartín, que con el tiempo se convertiría en la cabecera de la línea Madrid-Zaragoza. Esto supondría que la sección Atocha-San Fernando se acabara desgajando y se constituyera en una línea férrea con entidad propia.
En enero de 2005, con la división de RENFE en Renfe Operadora y Adif, la línea pasó a depender de esta última.

## Trazado y características
Esta línea de 18,2 kilómetros de longitud, en ancho ibérico, está totalmente electrificada a 3 KV. Cabe destacar que mantiene el kilometraje original de la ferrocarril Madrid-Zaragoza correspondiente a la sección Madrid-San Fernando de Henares, donde la estación de Atocha constituye la cabecera de la misma. El trazado es de vía doble en la mayor parte del recorrido, salvo en la sección comprendida entre las estaciones de Vallecas-Industrial y Vicálvaro, donde la vía es cuádruple. La línea cuenta con un intenso tráfico ferroviario tanto de pasajeros como de mercancías. Usan el trazado principalmente los convoyes de las líneas C-2, C-7 y C-8 de Cercanías Madrid, que sirven al Corredor del Henares. Según datos de Adif de septiembre de 2021, el tráfico medio de esta línea fue de unos 253 trenes diarios  en ambos sentidos. A su vez, la línea cuenta con capacidad para 630 trenes diarios, y se encontraría en una saturación del 40%.